# James Marsden
James Paul Marsden (sinh ngày 18 tháng 9 năm 1973) là một nam diễn viên, ca sĩ và cựu người mẫu người Mỹ.

## Danh sách phim

### Điện ảnh
| Năm  | Tên                                      | Vai                   | Ghi chú |
| ---- | ---------------------------------------- | --------------------- | ------- |
| 1994 | No Dessert, Dad, Till You Mow the Lawn   | Tyler Cochran         |         |
| 1996 | Public Enemies                           | Doc Barker            |         |
| 1997 | Campfire Tales                           | Eddie                 |         |
| 1998 | The Flys: Got You (Where I Want You)     |                       |         |
| 1998 | Disturbing Behavior                      | Steve Clark           |         |
| 2000 | Gossip                                   | Derrick Webb          |         |
| 2000 | X-Men                                    | Scott Summers/Cyclops |         |
| 2001 | Sugar & Spice                            | Jack Bartlett         |         |
| 2001 | Zoolander                                | John Wilkes Booth     |         |
| 2002 | Interstate 60: Episodes of the Road      | Neal Oliver           |         |
| 2003 | X2: X-Men United                         | Scott Summers/Cyclops |         |
| 2004 | The 24th Day                             | Dan                   |         |
| 2004 | The Notebook                             | Lon Hammond           |         |
| 2005 | Heights                                  | Jonathan              |         |
| 2006 | Lies & Alibis                            | Wendell Hatch         |         |
| 2006 | 10th & Wolf                              | Tommy                 |         |
| 2006 | X-Men: The Last Stand                    | Scott Summers/Cyclops |         |
| 2006 | Superman Returns                         | Richard White         |         |
| 2007 | Hairspray                                | Corny Collins         |         |
| 2007 | Enchanted                                | Prince Edward         |         |
| 2007 | 27 Dresses                               | Kevin                 |         |
| 2008 | Sex Drive                                | Rex                   |         |
| 2009 | The Box                                  | Arthur Lewis          |         |
| 2010 | Death at a Funeral                       | Oscar                 |         |
| 2010 | Cats & Dogs: The Revenge of Kitty Galore | Diggs                 |         |
| 2011 | Hop                                      | Fred O'Hare           |         |
| 2011 | Straw Dogs                               | David Sumner          |         |
| 2012 | Robot & Frank                            | Hunter                |         |
| 2012 | Bachelorette                             | Trevor                |         |
| 2012 | Small Apartments                         | Bernard Franklin      |         |
| 2013 | As Coo as I Am                           | Chuck Diamond         |         |
| 2013 | 2 Guns                                   | Quince                |         |
| 2013 | Lee Daniel's The Butler                  | John F. Kennedy       |         |
| 2013 | The Tale of the Princess Kaguya          | Prince Ishitsukuri    |         |
| 2013 | Anchorman 2: The Legend Continues        | Jack Lime             |         |
| 2014 | Walk of Shame                            | Gordon                |         |
| 2014 | X-Men: Days of Future Past               | Scott Summers/Cyclops |         |
| 2014 | Welcome to Me                            | Rich Ruskin           |         |
| 2014 | The Best of Me                           | Dawson                |         |
| 2014 | The Loft                                 | Chris Vanowen         |         |
| 2015 | The D Train                              | Oliver Lawless        |         |
| 2015 | Accidental Love                          | Scott                 |         |
| 2015 | Into the Grizzly Maze                    | Rowan                 |         |
| 2015 | Unfinished Business                      | Jim Spinch            |         |
| 2017 | The Female Brain                         | Adam                  |         |
| 2017 | Shock and Awe                            | Warren Strobel        |         |
| 2018 | Henchmen                                 | Hank                  |         |
| 2019 | Nhím Sonic                               | Tom Wachowski         |         |
| 2022 | Nhím Sonic 2                             | Tom Wachowski         |         |
| 2024 | Nhím Sonic 3                             | Tom Wachowski         |         |